# Tulipa korshinskyi
Tulipa korshinskyi är en liljeväxtart som beskrevs av Aleksei Ivanovich Vvedensky. Tulipa korshinskyi ingår i släktet tulpaner, och familjen liljeväxter. Inga underarter finns listade.